# أديليد كليمنس
أديليد كليمنس (بالإنجليزية: Adelaide Clemens) (ولدت في 30 نوفمبر 1989) هي ممثلة أسترالية. رشحت لجائزة جائزة لوغي في عام 2008 عن دورها في مسلسل تلفزيوني  الحب طريقي ‏.وأيضا شاركت ببطولة في فيلم سايلنت هيل

## حياته
ولدت كليمنس في بريسبان أستراليا في 30 نوفمبر 1989. ولدها بريطاني .عاشت كليمنس بالطفولة في هونغ كونغ حيث درست هناك بمدرسة الدولية بهونج كونج وعاشت أيضا جزء من حياته باليابان. وفي 12 من عمرها رجعت إلى أستراليا .

## فيلموغرافية
| عام  | عنوان                                     | دور                                           | ملاحظة                    |
| ---- | ----------------------------------------- | --------------------------------------------- | ------------------------- |
| 2006 | Blue Water High                           | Juliet                                        | TV series, 1 episode      |
| 2007 | Pirate Islands: The Lost Treasure of Fiji | Alison                                        | TV series, 13 episodes    |
| 2007 | Love My Way                               | Harper                                        | TV series, 8 episodes     |
| 2008 | Out of the Blue                           | Fiona                                         | TV series, 1 episode      |
| 2008 | Dream Life                                | Rose                                          | TV movie                  |
| 2009 | رجال-إكس الأصول: وولفرين                  | Carnival Girl                                 | فيلم طويل debut           |
| 2009 | All Saints                                | Stephanie                                     | TV series, 1episode       |
| 2010 | The Pacific                               | Register Girl                                 | TV miniseries, 1 episode  |
| 2010 | Wasted on the Young                       | Xandrie                                       | Lead Role                 |
| 2010 | Certainty                                 | Deb Catalano                                  |                           |
| 2010 | اكذب علي (مسلسل)                          | Megan                                         | TV series, 2 episode      |
| 2011 | Vampire                                   | Ladybird                                      |                           |
| 2012 | سايلنت هيل: الوحي 3 دي                    | سايلنت هيل / Heather Mason / Memory of Alessa | Lead Role                 |
| 2012 | Parade's End                              | Valentine Wannop                              | TV miniseries, 5 episodes |
| 2012 | No One Lives                              | Emma                                          |                           |
| 2012 | غاتسبي العظيم (فيلم 2013)                 | Catherine                                     |                           |
| 2013 | ماد ماكس: فيوري راود                      |                                               |                           |

## وصلات خارجية
- أديليد كليمنس على موقع IMDb (الإنجليزية)
- أديليد كليمنس على موقع ألو سيني (الفرنسية)
- أديليد كليمنس على موقع أول موفي (الإنجليزية)
- أديليد كليمنس على موقع قاعدة بيانات الفيلم (الإنجليزية)
- أديليد كليمنس على موقع كينوبويسك (الروسية)